# هو وونگ (ژیمناست)
هو وونگ (کره‌ای: 허웅؛ زادهٔ ۱۸ دسامبر ۱۹۹۹) ژیمناست هنری اهل کره جنوبی است.

## اوایل زندگی
هو وونگ زادهٔ سال ۱۹۹۹ در سئول، کره جنوبی است.